# 클라우드브릭
클라우드브릭은 정보보안 소프트웨어 전문기업인 펜타시큐리티에서 출시한 대한민국 최초의 SaaS형 보안 플랫폼 브랜드다. 2014년, 현재 Cloudbric WAF+라고 불리는 클라우드 보안 솔루션을 국내 최초로 런칭했으며, 이후 WAAP, Public Cloud Security, ZTNA, 보안 앱, 사이버 위협 정보 플랫폼 등 다양한 분야의 보안 서비스를 제공하고 있다.

## 역사
- 2014년 펜타시큐리티시스템에서 사내 벤처로 Cloudbric 브랜드 출범
- 2014년 국내 최초 클라우드 보안 SaaS 플랫폼 Cloudbric WAF+ 베타 버전 출시
- 2015년 국내 최초 클라우드 보안 SaaS 플랫폼 Cloudbric WAF+ 출시 (한국, 일본, 글로벌)
- 2017년 클라우드브릭㈜ 법인 설립
- 2018년 싱가포르 법인 설립
- 2019년 모바일 보안 애플리케이션 Cryptobric 출시
- 2019년 딥러닝 AI 엔진 VISION의 특허 출원 등록 (한국, 일본, 미국)
- 2020년 국내 최초 ZTNA SECaaS(서비스형 보안) 솔루션 Cloudbric RAS 출시
- 2020년 국내 최초 DDoS SECaaS(서비스형 보안) 솔루션 Cloudbric ADDoS 출시
- 2021년 일본 법인 설립
- 2021년 CSP WAF 보안 정책 운영 및 관리 서비스 Cloudbric WMS 출시
- 2021년 국내 최초 AWS WAF 전용 Managed Rules(관리형 규칙) Cloudbric Managed Rules 출시
- 2022년 글로벌사이버위협연합(CTA) 가입
- 2022년 가상사설망 서비스 Cloudbric VPN 출시
- 2023년 완성형 ZTNA SECaaS(서비스형 보안) 솔루션 Cloudbric PAS 출시
- 2023년 클라우드브릭㈜, 펜타시큐리티㈜로 합병

## 서비스 정책
클라우드브릭은 간단한 온라인 가입 및 결제를 통해 웹서비스를 운영하고 있는 사람이면 누구나 손쉽게 고성능의 웹방화벽 서비스를 이용할 수 있도록 개발되었다. 보안 기능 별로 가격정책이 나눠져있지 않고 사용한 월별 웹 트래픽만큼 비용을 지불하면 되기 때문에 그간 고가의 웹방화벽 장비를 도입하기 어려웠던 스타트업이나 중소기업들도 비용 부담 없이 웹 방화벽 서비스를 받을 수 있다.

## 서비스

#### Cloudbric WAF+
국내 최초 클라우드 기반 웹 보안 서비스(SECaaS)로 웹 방화벽(WAF) 기능을 포함, 기업의 웹 보안 구축에 필수적인 5가지 서비스(WAF, DDoS, SSL/TLS, Malicious IP, Bot Control)를 단일 플랫폼에서 제공
논리연산 탐지엔진과 딥러닝 AI엔진 탑재로 오탐률을 낮추고, 보안 전문가들의 매니지드 보안 서비스로 고객 환경에 최적화된 보안 운영 정책 제안

#### Cloudbric WMS
아마존 웹 서비스(AWS, Amazon Web Service)의 웹 방화벽(WAF) 운영을 위한 인텔리전스 기반 보안 정책 운영 및 관리 서비스

#### Cloudbric Managed Rules
아마존 웹 서비스(AWS, Amazon Web Service)의 웹 방화벽(WAF)에 사용 가능한 관리형 규칙(Managed Rules) 으로 OWASP Top 10 Rule Set, Malicious Reputation Rule Set, Tor IP Detection Rule Set, Bot Protection Rule Set 제공

#### Cloudbric PAS
소프트웨어 정의 경계(SDP) 방식의 에이전트 설치형 제로 트러스트 네트워크 액세스(ZTNA) 서비스. 사용자에게 최소 접근 권한만 부여하고 세분화된 보안 경계를 구축하여 애플리케이션 단위의 강화된 보안 제공

#### Cloudbric RAS
안전한 원격근무 환경을 위한 에이전트 미설치형 제로 트러스트 네트워크 액세스(ZTNA) 서비스. 전용선이나 VPN 구축 없이 안전하게 기업 시스템에 접근 가능. 3 Layer Security 제공(트래픽 모니터링, 다중 인증, 해킹 차단)

#### Cloudbric Labs
위협 인텔리전스 수집 및 공유 플랫폼. 사내 보안 전문가들이 전 세계에서 수집한 웹 취약성과 리스크 정보를 분석한 정보 제공. 웹 방화벽(WAF, Web Application Firewall)의 보안 성능 평가 툴인 WAFER 제공. CVE, Exploit DB의 취약성 정보 제공 사이트의 다양한 웹 취약성 검색 도구인 Threat Index 제공
- Threat DB: 사이버 위협 데이터베이스
- WAFER: WAF 보안성 테스트 도구
- Threat Index: 웹 취약점 검색 도구

#### Cloudbric VPN
고성능 프로토콜 기반의 빠르고 안전한 VPN 서비스. 사용자 정보 미수집으로 개인 정보 유출 방지. 모바일(AOS, iOS)과 PC(Microsoft, Mac) 버전의 무료 앱 제공

## 수상
- 2016 SC Magazine Awards에서 최우수 SME 보안 솔루션 수상[1]
- 2018 Cybersecurity Excellence Awards에서 Cloudbric Labs의 올해의 사이버 보안 프로젝트 (아시아 태평양) 금상 수상[2]
- 2018 Cybersecurity Excellence Awards에서 웹 사이트 보안 동상 수상[3]
- 제 14 회 Annual Info Security PG의 2018 Global Excellence Awards에서 올해의 보안 Startup을 수상[4]
- 2018 Stevie Awards에서 기술 개발 혁신 부분 은상 수상[5]
- 2019 Cyber Defense Magazine Awards 2019, ‘Hot Company Website Security’ 수상[6]
- 2020 Golden Bridge Awards ‘Best Service To Combat and Reduce the Impact of COVID-19’ Silver 부문 수상[7]
- 2022 Cybersecurity Excellence Awards 2022 ‘AWS Cloud Security – ASIA (Cloudbric)’ Silver 부문 수상[8]
- 2022 Cybersecurity Excellence Awards 2022 ‘Web Application Security – ASIA (Cloudbric)’ Gold[9]
- 2022 Cybersecurity Excellence Awards 2022 ‘Best Cybersecurity Startup – ASIA (Cloudbric)’ Gold[10]
- 2022 Cybersecurity Excellence Awards 2022 ‘Cloud Security - ASIA (Cloudbric)’ Silver[11]
- 2023 Golden BridgeBusiness and Innovation Awards® 2023[12]
  - Best Service “To Combat and Reduce the Impact of COVID-19” Bronze 수상
  - Best Product “To Combat and Reduce the Impact of COVID-19” Bronze 수상

## 참고 리스트
1. ↑  "Results2016" 보관됨 2018-03-28 - 웨이백 머신. SC Awards Europe. Retrieved 2016-11-02.
2. ↑  "2018 Professional Award Winners". Cybersecurity Excellence Awards. Retrieved 2016-03-16.
3. ↑  "2018 Product Award Winners". Infosecurity Products Guide. Retrieved 2016-03-16.
4. ↑  
"2018 Infosecurity Products Guide Winners" 보관됨 2018-03-30 - 웨이백 머신. Infosecurity Products Guide. Retrieved 2016-03-16.
5. ↑  "Award for the Innovation in Technology Development". Asia Stevie Awards. Retrieved 2018-04-19.
6. ↑  “InfoSec Awards 2019 - Winners!” (미국 영어). 2019년 2월 27일. 2021년 9월 8일에 확인함.
7. ↑  “Globee® Business Awards - Business Awards for Every Industry In the World” (미국 영어). 2021년 9월 8일에 확인함.
8. ↑  “회사소개 | 클라우드브릭 (Cloudbric Corp.)”. 2022년 4월 27일에 확인함.
9. ↑  “2022 Cybersecurity Company Awards - Winners” (미국 영어). 2022년 2월 1일. 2022년 4월 27일에 확인함.
10. ↑  “2022 Cybersecurity Company Awards - Winners” (미국 영어). 2022년 2월 1일. 2022년 4월 27일에 확인함.
11. ↑  "2022 Cybersecurity Excellence Awards - Winners".
12. ↑  "2023 Golden BridgeBusiness and Innovation Awards® - Winners".